# Valpuiseaux
Valpuiseaux – miejscowość i gmina we Francji, w regionie Île-de-France, w departamencie Essonne.
Według danych na rok 1990 gminę zamieszkiwały 542 osoby, a gęstość zaludnienia wynosiła 29 osób/km² (wśród 1287 gmin regionu Île-de-France Valpuiseaux plasuje się na 791. miejscu pod względem liczby ludności, natomiast pod względem powierzchni na miejscu 94.).